# Le Vigan, Lot
Le Vigan là một xã thuộc tỉnh Lot trong vùng Occitanie phía tây nam nước Pháp. Xã này nằm ở khu vực có độ cao trung bình 333 mét trên mực nước biển.